# Catasetum naso
Catasetum naso  es una especie de orquídea epifita, originaria de Sudamérica.

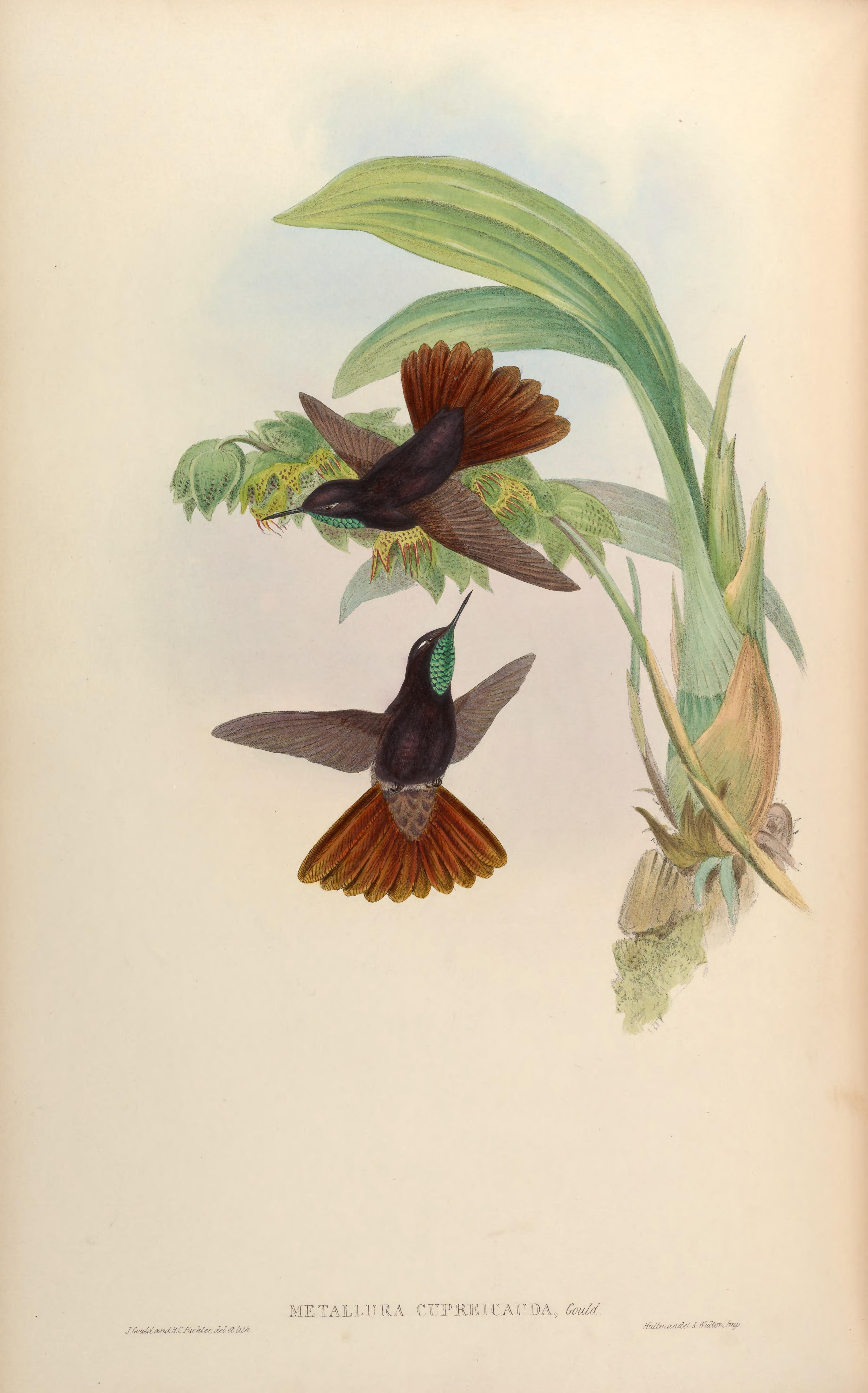
Ilustración

## Descripción
Es una orquídea de tamaño medio, prefiere lugares frescos, tiene hábitos de epifita creciendo con raíces carnosas, de color blanco y pseudobulbos fusiformes que llevan 6 hojas, linear-lanceoladas, de color verde medio. Florece en una inflorescencia erecta a arqueada, de 38 cm de largo, con pocas a varias flores que se producen en el otoño y son muy carnosas y olorosas. 
Esta especie y Catasetum sanguineum son muy similares, pero difieren en que en C. naso, sólo los márgenes basales de los lóbulos laterales son lacerados y los pedicelos son mucho más largos. En C. sanguineum los lóbulos laterales tienen todos los márgenes lacerados.

## Distribución y hábitat
Se encuentra en Perú y Venezuela en las tierras bajas y los bosques moderadamente elevados.

## Taxonomía
Catasetum naso fue descrito por John Lindley y publicado en Edwards's Botanical Register 29: Misc. 71. 1843.
Etimología
Ver: Catasetum
naso: epíteto latino que significa "nariz".
Sinonimia
- Catasetum naso var. pictum T. Moore (1857)[4]